# Beniamino Bellati
Beniamino Bellati (Milano, 19 giugno 1895 – Genova, 1953) è stato un architetto italiano.

## Biografia
Beniamino Bellati nacque a Milano da Carlo Bellati il 19 giugno del 1895. Compì i suoi studi alla Scuola superiore d'arte del Castello Sforzesco e presso l'Istituto di belle arti di Milano, dove si diplomò nel 1922; nello stesso anno si stabilì a Genova, prendendo poi studio in via XX Settembre 34. Nel 1928 si iscrisse all'ordine degli architetti di Genova e La Spezia.
Negli anni venti le prime esperienze professionali furono la progettazione del villino Vinci a Ruta di Camogli (1923) e, nel 1924, sempre a Genova, del villino Manzoni nel quartiere Quezzi, e dei villini Moglia e Cortesi a Borgoratti.
Nei primi anni trenta si orientò stilisticamente verso un marcato novecentismo, per giungere, nel 1933, al razionalismo col progetto di concorso per la vicequestura del quartiere Aventino di Roma. Svolse un'intensa attività allestitiva durante gli anni trenta.
Morì a Genova nel 1953.

## Opere (parziale)
Tra le sue opere si ricordano:
- Villino Vinci (1923) a Ruta di Camogli, località Crocetta
- Villino Manzoni (1924) a Quezzi, Genova
- Villini Moglia e Cortesi (1924) a Borgoratti, Genova
- Palazzo Lavarello e Venzano (1928) in via Archimede 5, Genova
- Progetto della sede dell'Unione dilettanti pesca (1933) al Molo Cagni, Genova
- Sede del gruppo rionale fascista "Generale Giordana" (1933) in via Peschiera 9, Genova
- Progetto di concorso per la vicequestura del quartiere Aventino (1933) a Roma
- Progetto di concorso per una nuova piazza a Mare (1934) a Genova
- Progetto di concorso per la casa littoria "Generale Tellini" (1934) a Genova
- Progetto per il gruppo rionale "Cesare Battisti" (1934) a San Fruttuoso, Genova
- Progetto dei palazzi Jacazio (1935) in piazza della Vittoria, Genova
- Progetto di raccordo coperto tra palazzo Nafta e palazzo Jacazio (1935) in piazza della Vittoria, Genova
- Progetto di concorso della Cassa di risparmio di Genova (1936) in piazza della Vittoria
- Progetto e realizzazione della casa del fascio (1936) a Sestri Levante
- Progetto della sede del gruppo rionale fascista "Roberto Poletti" (1937) a Pontedecimo, Genova
- Progetto del Lido di Chiavari (1938)

## Archivio
Il fondo Beniamino Bellati è custodito presso la Fondazione regionale per la cultura e lo spettacolo "Wolfsoniana", presso il Palazzo Ducale di Genova, ed è stato donato dal figlio Carlo Bellati il 4 ottobre 1990. Il complesso documentario è costituito da disegni progettuali, bozzetti originali, documentazione cartacea, fotografie e pubblicazioni, relativi all'attività professionale dell'architetto.